# Дрогіня
Дрогіня (пол. Droginia) — село в Польщі, у гміні Мислениці Мисленицького повіту Малопольського воєводства.
Населення — 1173 особи (2011).
У 1975-1998 роках село належало до Краківського воєводства.

## Демографія
Демографічна структура станом на 31 березня 2011 року:
|          | Загалом | Допрацездатний вік | Працездатний вік | Постпрацездатний вік |
| -------- | ------- | ------------------ | ---------------- | -------------------- |
| Чоловіки | 591     | 157                | 399              | 35                   |
| Жінки    | 582     | 145                | 341              | 96                   |
| Разом    | 1173    | 302                | 740              | 131                  |